# Sergej Nikolajevič Ušakov (general)
Sergej Nikolajevič Ušakov (rusko Павел Николаевич Ушаков), ruski general, * 1779, † 1853.
Bil je eden izmed pomembnejših generalov, ki so se borili med Napoleonovo invazijo na Rusijo; posledično je bil njegov portret dodan v Vojaško galerijo Zimskega dvorca.

## Življenje
3. februarja 1799 je postal zastavnik v Izmailovskemu polku. Sodeloval je v bitki pri Austerlitzu ter v bojih leta 1807 proti Francozom. 11. avgusta 1809 je bil povišan v polkovnika. 
Med veliko patriotsko vojno se je odlikoval; postal je poveljnik Riliskega pehotnefa polka, poveljnik brigade, bil 15. septembra 1813 povišan v generalmajorja, 28. septembra istega leta postal poveljnik Poltavskega pehotnega polka, leta 1815 postal poveljnik brigade 26. pehotne divizije.
Upokojil se je 30. avgusta 1816.
4. avgusta 1817 je bil aktiviran in imenovan za poveljnika 2. brigade 9. pehotne divizije; 8. aprila 1821 je postal poveljnik 2. brigade 4. pehotne divizije in 24. oktobra 1824 je postal poveljnik 7. pehotne divizije. 22. avgusta 1826 je bil povišan v generalporočnika. V letih 1828-29 se je udeležil bojev proti Turkom. 29. septembra 1828 je postal poveljnik 2. gardne pehotne divizije in 6. junija 1831 je postal poveljnik 1. gardne pehotne divizije. Sodeloval je v zatrtju varšavskega upora. 
6. decembra 1831 je bil povišan v generaladjutanta in 22. julija 1837 je postal poveljnik pehote Samostojnega gardnega korpusa. 16. aprila 1841 je postal general pehote. Med 25. oktobrom 1842 in 29. aprilom 1844 je bil poveljnik 4. pehotnega korpusa. 
9. februarja 1853 je bil razrešen, njegov čin odvzet, aretiran ter predan sodišču zaradi zlorabe 1 milijona rubljev. 11. aprila 1853 ga je sodišče obsodilo na vračilo denarja, izključitev iz vojaške službe ter na šestmesečno zaporno kazen. Umrl je v petersburškem zaporu.